# Zodiac (Electric Six)
| Recensione | Giudizio |
| ---------- | -------- |
| AllMusic   | [ 1 ]    |
| Metacritic | (72/100) |

Zodiac è il settimo album degli Electric Six. Durante un'intervista, la band ha affermato che le canzoni sono arrangiate in modo da corrispondere ai segni zodiacali.

## Tracce
1. After Hours – 2:22
2. American Cheese – 4:20
3. Clusterfuck! – 4:36
4. Countdown to the Countdown – 3:08
5. Doom and Gloom and Doom and Gloom – 5:23
6. Jam It in the Hole – 3:51
7. I Am A Song! – 3:44
8. It Ain't Punk Rock – 3:58
9. Love Song for Myself – 4:20
10. The Rubberband Man (Cover dei The Spinners) – 3:50
11. Table And Chairs – 4:36
12. Talking Turkey – 4:20
13. I Can Translate – 2:43 – iTunes Bonus Track

## Curiosità
- Il titolo dell'album è ispirato alla canzone Typical Sagittarius che la band scrisse per l'album, ma scelse poi di non includerla tra le tracce.[3]
- Secondi alcuni, la copertina dell'album raffigura il cantante della band, Dick Valentine. In realtà, è una foto stock che il gruppo ha potuto usare come copertina.[4]
- Come nel loro precedente album KILL, sono presenti tre tracce che hanno una lunghezza di 4:20.
- "Zodiac" è il primo album della band ad avere meno di 13 tracce (considerando la versione senza Bonus Tracks), a causa del fatto che ogni canzone corrisponde ad un segno dello zodiaco.
- Il titolo della canzone Doom and Gloom and Doom and Gloom è un riferimento al testo della canzone I Don't Like You, contenuta nell'album "I Shall Exterminate Everything Around Me That Restricts Me from Being the Master". L'assolo di sax è un riferimento alla canzone Baker Street di Gerry Rafferty.